# 20 Armia (ZSRR)
20 Armia (ros. 20-я армия) – związek operacyjny Armii Czerwonej z okresu II wojny światowej.

## Historia

### Pierwsze formowanie
Armia została sformowana w czerwcu 1941 roku w Orłowskim Okręgu Wojskowym. Od dniu 26 czerwca włączona została w skład armii rezerwowych Naczelnego Dowództwa.
W dniu 2 lipca 1942 roku weszła w skład Frontu Zachodniego i skierowana do walk na Białorusi, wzięła udział w kontrnatarciu w rejonie Orszy, w dniach 2–6 lipca przeciw niemieckiej 3 Grupie Pancernej. Następnie broniła Orszy oraz linii obronnych na kierunku Smoleńska. Pod koniec lipca została okrążona. Po wyjściu z okrążenia zajęła pozycje obronne w rejonie Jarcewa. 
W październiku 1941 roku wzięła udział w operacji wiaźmińskiej, w trakcie której powtórnie znalazła się w okrążeniu na zachód od Wiaźmy. W ciężkich walkach resztki oddziałów armii wyszły na możejską linię obrony. Z powodu dużych strat rozkazem Naczelnego Dowództwa z dnia 20 października została rozwiązana, a jej oddziały zostały przekazane innym armiom Frontu Zachodniego.

### Drugie formowanie
Ponownie została sformowana w rozkazem z dniem 30 listopada 1941 roku z oddziałów grupy operacyjnej płk. Aleksnadra Liziukowa, wchodzącej w skład Frontu Zachodniego. W dniach 6 – 25 grudnia 1941 roku wzięła udział w kontrnatarciu w ramach operacji klinsko-sołniecznogorskiej, zdobywając m.in. Sołniecznogorsk. Od stycznia do kwietnia 1942 roku brała udział w operacji rżewsko-wiażminskiej docierając w rejon Gżatska. W sierpniu 1942 roku bierze udział w kontrnatarciu rejonie Rżewa. 
Następnie do marca 1943 roku zajmuje pozycję na linii obronnej Rżew – Wiaźma, a następnie w kontrnatarciu w ramach operacji rżewsko-wiażminskiej w której uczestniczy w dniach 2–31 marca. Po czym została wycofana do drugiej linii. 
W dniu 23 lipca 1943 roku została przekazana do odwodu Naczelnego Dowództwa Armii Czerwonej. 10 sierpnia 1943 roku weszła w skład Frontu Kalinińskiego, lecz już 1 września ponownie została włączona w skład odwodu Naczelnego Dowództwa. 
W dniu 15 października 1943 roku weszła w skład Frontu Nadbałtyckiego. W dniu 5 listopada 1943 roku ponownie włączona w skład odwodu Naczelnego Dowództwa. 10 kwietnia 1944 roku włączona w skład Frontu Leningradzkiego. 
W dniu 21 kwietnia 1944 roku zgodnie z rozkazem z dnia 18 kwietnia 1944 roku Naczelnego Dowództwa została rozformowana, a na bazie jej dowództw utworzono dowództwo 3 Frontu Nadbałtyckiego.

## Dowódcy

### Pierwsze formowanie
- gen. por. Fiodor Riemiezow (1941)[3]
- gen. por. Pawieł Kuroczkin (1941)
- gen. por. Michaił Łukin (od 8 sierpnia 1941)[4]
- gen. por. Filip Jerszakow (1941)

### Drugie formowanie
- gen. mjr/gen. por. Andriej Własow (1941–1942)
- gen. por. Maks Reiter (1942)
- gen. mjr Nikołaj Kiriuchin (1942)
- gen. por. Michaił Chozin (1942-1943)
- gen. mjr Nikołaj Bierzarin (1943)
- gen. mjr Arkady Jermakow (1943)
- gen. por. Nikołaj Bierzarin (1943)
- gen. mjr Anton Łopatin (1943)
- gen. por. Nikołaj Gusiew (1943-1944)

## Skład
| 2 lipca 1941            | 7 lipca 1941            | 1 grudnia 1942         |
| ----------------------- | ----------------------- | ---------------------- |
| 61 Korpus Strzelecki    | 5 Korpus Zmechanizowany | 331 Dywizja Strzelecka |
| 69 Korpus Strzelecki    | 69 Korpus Strzelecki    | 352 Dywizja Strzelecka |
| 7 Korpus Zmechanizowany | 7 Korpus Zmechanizowany | 28 Brygada Strzelecka  |
|                         |                         | 35 Brygada Strzelecka  |
|                         |                         | 64 Brygada Strzelecka  |